# David Villa
David Villa Sánchez (Tuilla, Asturias, 3 de diciembre de 1981) es un exfutbolista español que jugaba como delantero. Fue internacional con la selección española, con la que debutó contra San Marino el 9 de febrero de 2005. Desde entonces, participó en el Mundial 2006, donde marcó tres goles; en la Eurocopa 2008, en la que se proclamó campeón continental y máximo goleador con cuatro tantos; en el Mundial 2010, donde se proclamó campeón del mundo y obtuvo, además, la Bota de Plata como segundo mayor anotador, empatado a cinco dianas con Thomas Müller, y el Balón de Bronce como tercer mejor jugador del campeonato; y en el Mundial 2014, anotó un gol. Es el futbolista con mayor número de goles en la historia de la selección española, cincuenta y nueve en noventa y ocho partidos, y es el máximo goleador español en Copas del Mundo, con nueve tantos repartidos en sus tres participaciones.
Comenzó su carrera profesional en Segunda División con el Real Sporting de Gijón hasta que, en la temporada 2003-04, fue fichado por el Real Zaragoza, equipo en el cual se convirtió en internacional, y conquistó una Copa del Rey y una Supercopa de España. Después de dos campañas se trasladó al Valencia C. F., donde repitió triunfo en la Copa y llegó a situarse como el quinto goleador histórico del club tras Mundo, Waldo Machado, Mario Alberto Kempes y Fernando Gómez. El 19 de julio de 2010 recaló en las filas del F. C. Barcelona y añadió a su palmarés dos campeonatos de Liga, dos Supercopas de España, una Copa del Rey, una Liga de Campeones, una Supercopa de Europa y un Mundial de Clubes. En julio de 2013 se fue traspasado al Atlético de Madrid, donde completó su palmarés al conquistar la Liga 2013-14. Ocupa la decimotercera posición en la clasificación de los máximos goleadores en la historia de la Liga, con 185 tantos en 352 partidos disputados a lo largo de sus once campañas en la Primera División de España.
En 2011 fue galardonado con la Medalla de Oro de la Real Orden del Mérito Deportivo, máxima distinción individual del deporte otorgada en España.

## Trayectoria

### Inicios
David Villa nació en Tuilla, una parroquia del municipio asturiano de Langreo, en el seno de una familia de tradición minera. Siendo todavía un niño, una fractura en el fémur de su pierna derecha lo obligó a estar seis meses escayolado. Tras la rehabilitación de rigor, que le permitió recuperar la movilidad de la extremidad, su padre le recomendaba chutar con la izquierda; de ahí su habilidad con ambas piernas. Posteriormente, a los nueve años de edad, realizó unas pruebas para entrar en las categorías inferiores del Real Oviedo pero, tras ser rechazado por los técnicos del club azul, comenzó a jugar en el U. P. Langreo, donde continuó su formación como futbolista hasta los diecisiete años.

### Real Sporting de Gijón
Se incorporó al fútbol base del Real Sporting de Gijón en categoría juvenil para formar parte del equipo de la División de Honor durante la campaña 1999-2000, antes de pasar al Real Sporting de Gijón "B" en la 2000-01. Tras finalizar su periodo de formación en la Escuela de fútbol de Mareo, firmó un contrato profesional con el Sporting en la temporada 2001-02, aunque ya había debutado con el primer equipo sportinguista en el último partido de la campaña anterior, disputado el 17 de junio de 2001 ante el Córdoba C. F. en El Molinón.
Con el Sporting jugó dos temporadas completas en Segunda División. En la primera de ellas, la 2001-02, anotó dieciocho goles en cuarenta partidos disputados y el equipo concluyó en quinta posición, a cinco puntos del ascenso; en la segunda, mejoró sus cifras goleadoras logrando veinte tantos en treinta y nueve encuentros jugados. A finales de la temporada 2002-03, con el equipo asturiano sumido en una grave crisis económica, se concretó su traspaso al Real Zaragoza, recién ascendido a Primera División, a cambio de 2,7 millones de euros.

### Real Zaragoza

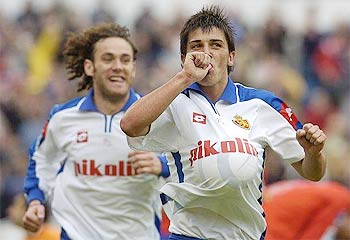
Villa, celebrando un gol con el Real Zaragoza.

Debutó en la máxima categoría con el Real Zaragoza el 31 de agosto de 2003, en un encuentro disputado ante el R. C. Deportivo de La Coruña en el estadio de La Romareda. Su primer gol en la máxima categoría lo logró el 14 de septiembre, contribuyendo a la victoria de su equipo por 3-0 ante el Real Murcia C. F.; finalizó la campaña con diecisiete tantos anotados en treinta y ocho partidos. Además, consiguió su primer título como profesional esa misma temporada, tras vencer al Real Madrid C. F. en la final de la Copa del Rey por 2-3; Villa marcó el segundo gol de su equipo.
Gracias a la victoria copera, pudo disputar, en su segundo año en el club zaragozano, la Supercopa de España, proclamándose campeón tras derrotar al Valencia C. F., y la Copa de la UEFA, en la que alcanzó los octavos de final. En la Liga, participó en treinta y cinco encuentros y anotó quince goles. Además, debutó con selección de fútbol de España el 9 de febrero de 2005, ante San Marino. En junio del mismo año se anunció su fichaje por el Valencia a cambio de los 12 millones de euros en que estaba valorada su cláusula de rescisión.

### Valencia Club de Fútbol
Jugó su primer partido con la camiseta del Valencia C. F. en la Copa Intertoto, ante el K. A. A. Gante belga, anotando uno de los goles en la victoria de su equipo por 2-0. Hizo su debut en Liga el 28 de agosto de 2005, ante el Real Betis Balompié, en la primera jornada del torneo y, en el partido siguiente, se estrenó como goleador valencianista en la competición frente a su anterior club, el Real Zaragoza, estableciendo el 2-2 definitivo en el marcador. Finalizó la temporada 2005-06 con veinticinco goles, siendo el segundo máximo anotador del campeonato, un tanto por detrás de Samuel Eto'o. Ese mismo año, fue convocado por Luis Aragonés para participar en el Mundial 2006.

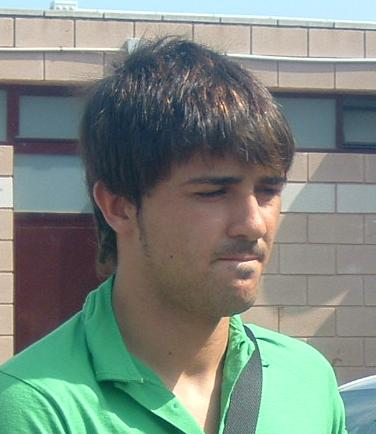
Villa, en su primera temporada con el Valencia C. F.

En la temporada 2006-07 se produjo su debut en la Liga de Campeones disputando la tercera ronda previa ante el Red Bull Salzburgo, y anotando su primer gol en el partido de vuelta, que finalizó con victoria valencianista por 3-0 y la consiguiente clasificación para la fase de grupos. En octubre de 2006 fue incluido por primera vez entre los cincuenta futbolistas candidatos al Balón de Oro. En los octavos de final de la Liga de Campeones, ante el Inter de Milán, Villa logró uno de los tantos de su equipo en el partido de ida con un lanzamiento de falta directa; a la postre, fue un gol decisivo para clasificar al Valencia para los cuartos de final, ronda en la que cayeron eliminados por el Chelsea F. C. En la competición doméstica, finalizó la campaña con quince tantos y once asistencias de gol, convirtiéndose en el mejor pasador de la temporada.

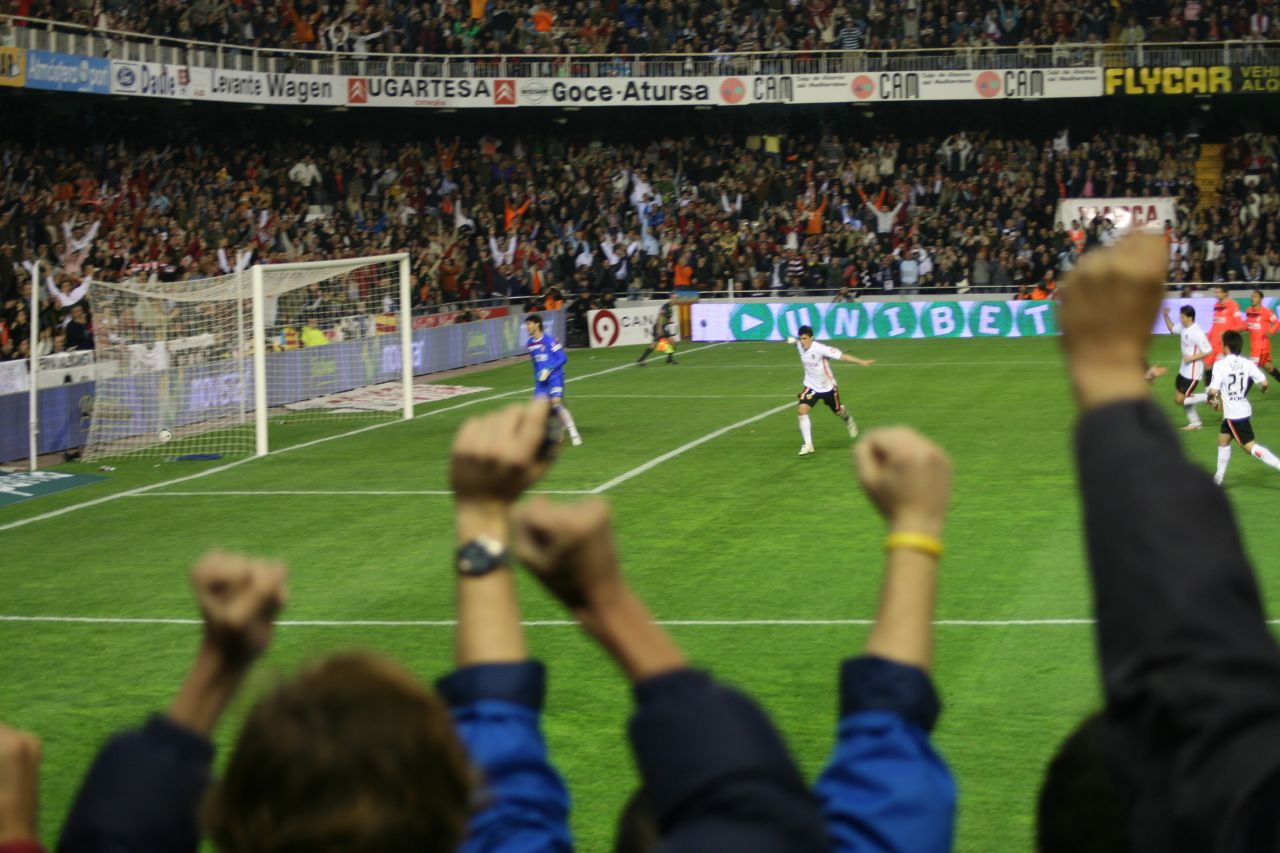
Villa celebra un gol de penalti con el Valencia C. F. en un partido contra el Sevilla F. C.

La campaña 2007-08 estuvo marcada por la irregulardad tanto para Villa como para el Valencia, que finalizó la Liga en décimo puesto. A pesar de ello, logró marcar dieciocho goles en los veintiocho encuentros que disputó, incluyendo un hat-trick al Levante U. D. y otros dos tantos al Club Atlético de Madrid en la penúltima y última jornada de la competición, respectivamente. Además, consiguió ganar su segundo título de Copa del Rey tras derrotar al Getafe C. F. en la final por 3-1 y fue convocado con la selección española para disputar la Eurocopa 2008. Una vez finalizada, el Real Madrid C. F. intentó su contratación, pero no llegó a un acuerdo con el club valenciano en cuanto al precio del traspaso y el jugador optó por renovar su contrato hasta 2014.
En la temporada 2008-09 Villa logró su tanto número 100 en Primera División, tras convertir un penalti ante el Real Sporting de Gijón en la jornada 11, e igualó el récord de goles anotados por un futbolista del Valencia en una campaña: veintiocho tantos. Antes, habían logrado esa cifra goleadora el argentino Mario Kempes, en 1978, y el montenegrino Predrag Mijatović, en 1996. En la mejor temporada de su carrera en lo que a anotación se refiere fue tercero en la clasificación del Trofeo Pichichi, por detrás de Diego Forlán, con treinta y dos goles, y de Samuel Eto'o, con treinta.
En su última campaña vistiendo la camiseta del Valencia, la 2009-10, alcanzó los veintiún goles, que ayudaron a clasificar al equipo para la Liga de Campeones después de dos temporadas de ausencia, tras obtener el tercer puesto en el campeonato. En la Liga Europa consiguió la mejor cifra anotadora de su carrera en competición europea, con siete tantos en once partidos, incluyendo un hat-trick al Werder Bremen en octavos de final. Disputó su último partido con el conjunto ché el 5 de mayo de 2010, ante el Xerez C. D., y unos días más tarde se anunció su traspaso al F. C. Barcelona a cambio de 40 millones de euros. Esta operación lo convirtió en el segundo futbolista español más caro de la historia hasta la fecha, por detrás de Gaizka Mendieta, vendido también por el Valencia a la S. S. Lazio por 41,6 millones.

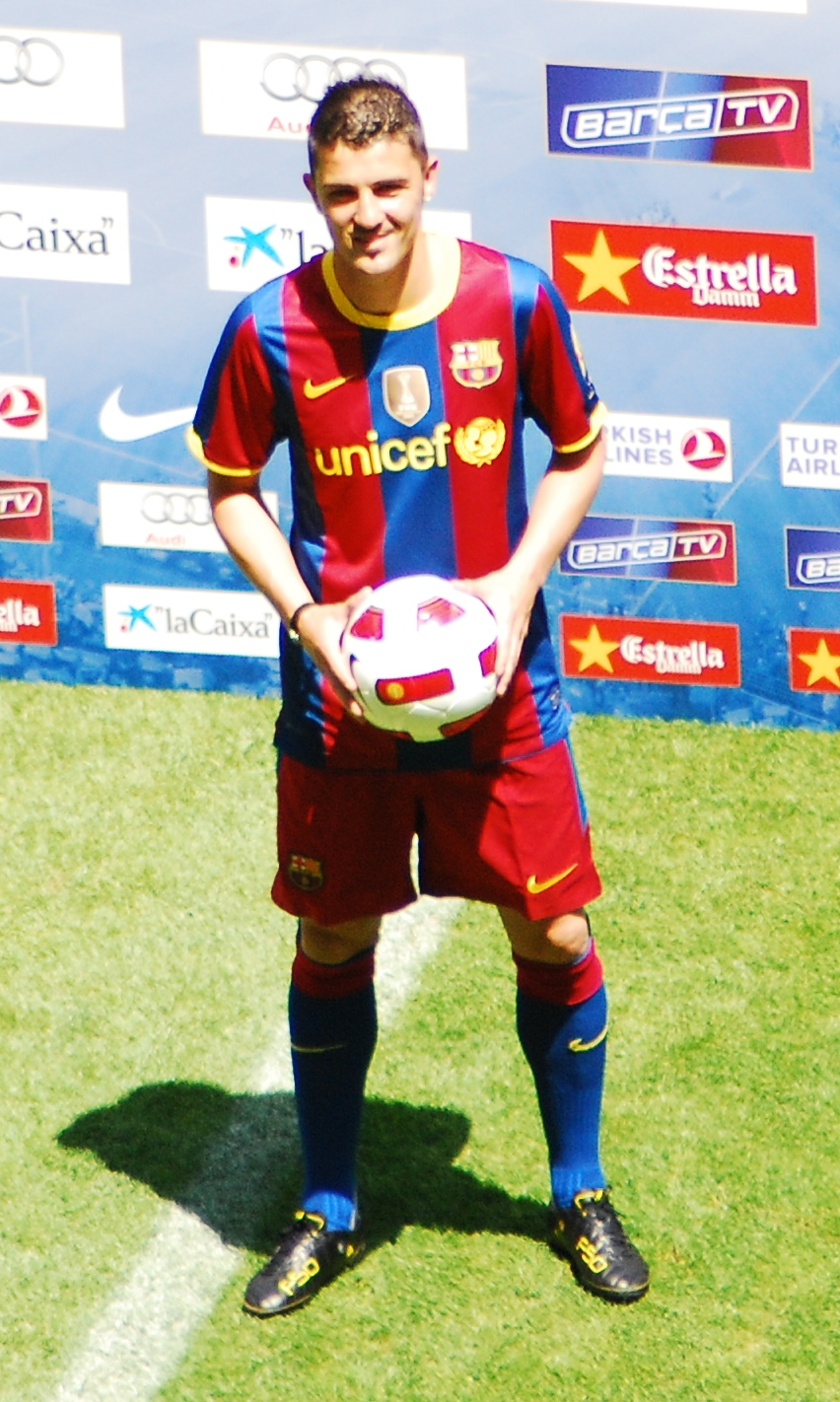
Villa, durante su presentación oficial como jugador del F. C. Barcelona.

### Fútbol Club Barcelona
El 21 de mayo de 2010 Villa pasó el reconocimiento médico preceptivo y firmó con el conjunto azulgrana por cuatro temporadas; en su presentación como nuevo jugador barcelonista estrenó, además, la primera equipación oficial que lució el equipo catalán durante la temporada 2010-11. El 21 de agosto realizó su debut con el F. C. Barcelona en la final de la Supercopa de España, partido en el que vencieron por 4-0 al Sevilla F. C., consiguiendo así el primer título de su etapa culé. Se estrenó como goleador durante la disputa del Trofeo Joan Gamper, contra el A. C. Milan, después de un centro raso de Adriano Correia.
En su primer partido liguero, disputado el 29 de agosto ante el Real Racing Club de Santander, anotó el tercer gol de su equipo para poner el 3-0 definitivo en el marcador. El 14 de septiembre también marcó en su debut como barcelonista en la Liga de Campeones, en una victoria por 5-1 sobre el Panathinaikos F. C. El 29 de noviembre de 2010 participó por primera vez en el derbi español contra el Real Madrid C. F., encuentro en el que marcó dos goles y fue despedido del Camp Nou con una ovación. Consiguió su primer título de Liga tras un empate ante el Levante U. D. en la jornada 36 del campeonato. Posteriormente, el 28 de mayo de 2011, también se adjudicó su primera Liga de Campeones, al vencer al Manchester United F. C. en la final de la competición, en la que anotó el 3-1 definitivo para su equipo.
El 14 de agosto de 2011, participó en el encuentro de ida de la Supercopa de España, disputado en el estadio Santiago Bernabéu ante el Real Madrid, que finalizó con empate a dos tantos y en el que Villa abrió la cuenta goleadora del Barcelona. En la vuelta, el equipo azulgrana venció por 3-2 en el Camp Nou y el jugador se proclamó campeón del trofeo por tercera vez. El 26 de agosto consiguió su primera Supercopa de Europa tras el triunfo por 2-0 del Barcelona contra el F. C. Oporto. En su debut en la Copa Mundial de Clubes de la FIFA contra el Al-Sadd S. C. catarí, el 15 de diciembre de 2011, se fracturó la tibia de la pierna izquierda; cuatro días más tarde fue operado, estimándose un periodo de recuperación entre cuatro y cinco meses. En la final, disputada el día 18 de diciembre en Yokohama, el Barcelona venció por 0-4 al Santos F. C. y Villa sumó su quinto título del año 2011. Finalmente, aunque la lesión le impidió disputar más partidos esa temporada, añadió la tercera Copa del Rey a su palmarés tras la victoria culé por 0-3 ante el Athletic Club en la final de la competición.
Reapareció en un encuentro oficial en la jornada 1 de la temporada 2012-13, disputada el 19 de agosto de 2012, y consiguió anotar el quinto tanto del Barcelona en un triunfo por 5-1 contra la Real Sociedad de Fútbol. Durante su última campaña con el Barcelona anotó un total de veintiún goles, diez de los cuales fueron en la Liga. Su último gol con la camiseta azulgrana lo marcó frente al Málaga C. F. en la última jornada, disputada en el Camp Nou.

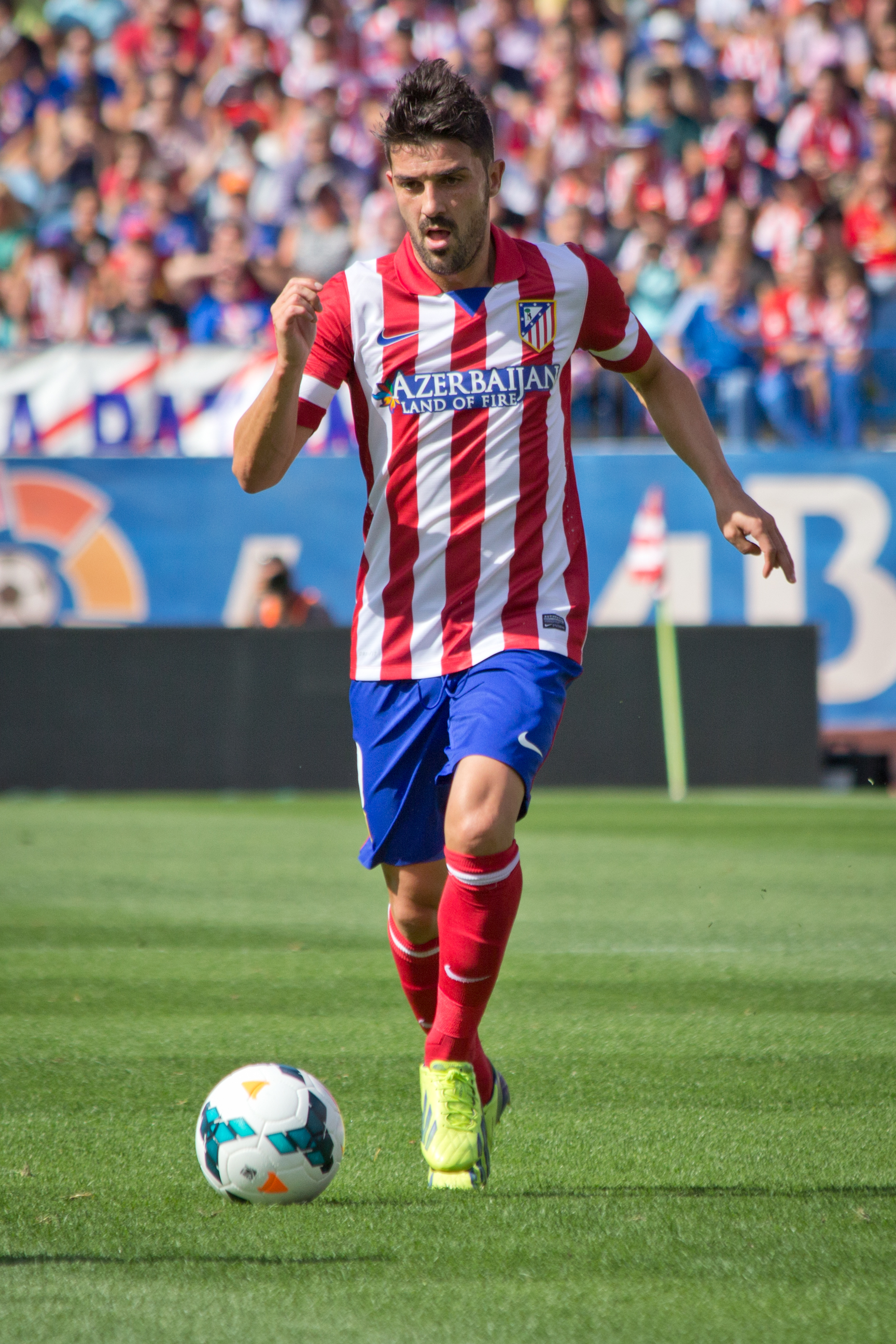
Villa, jugando con el Club Atlético de Madrid.

### Club Atlético de Madrid
El 8 de julio de 2013 se hizo oficial su traspaso al Club Atlético de Madrid en una operación cifrada en un máximo de 5,1 millones de euros, repartidos en 2,1 millones para la temporada 2013-14, 2 millones más si perteneciera al Atlético de Madrid en la temporada 2014-15 y otro millón si alargase su contrato hasta la temporada 2015-16. Además, el Barcelona se reservó un 50% de los derechos sobre un futuro traspaso del jugador. Su debut con el Atlético de Madrid se produjo el día 19 de agosto, en el encuentro de la primera jornada de Liga frente al Sevilla F. C. que finalizó con victoria de su equipo por 1-3. Anotó su primer gol como jugador rojiblanco en el partido de ida de la Supercopa de España, celebrado en el estadio Vicente Calderón frente al F. C. Barcelona. En la tercera jornada de la Liga, disputada el 1 de septiembre ante la Real Sociedad de Fútbol, logró su primer gol en la competición.
El 17 de mayo de 2014 conquistó su tercer título de Primera División tras el empate entre el Atlético de Madrid y el Barcelona en la última jornada del torneo, disputada en el Camp Nou. Su último partido como jugador colchonero coincidió con la disputa de su segunda final de la Liga de Campeones, en la que el Atlético cayó derrotado por 4-1 ante el Real Madrid C. F. El 1 de junio el propio Villa confirmó su marcha del Atlético en una entrevista publicada en la página web del club.

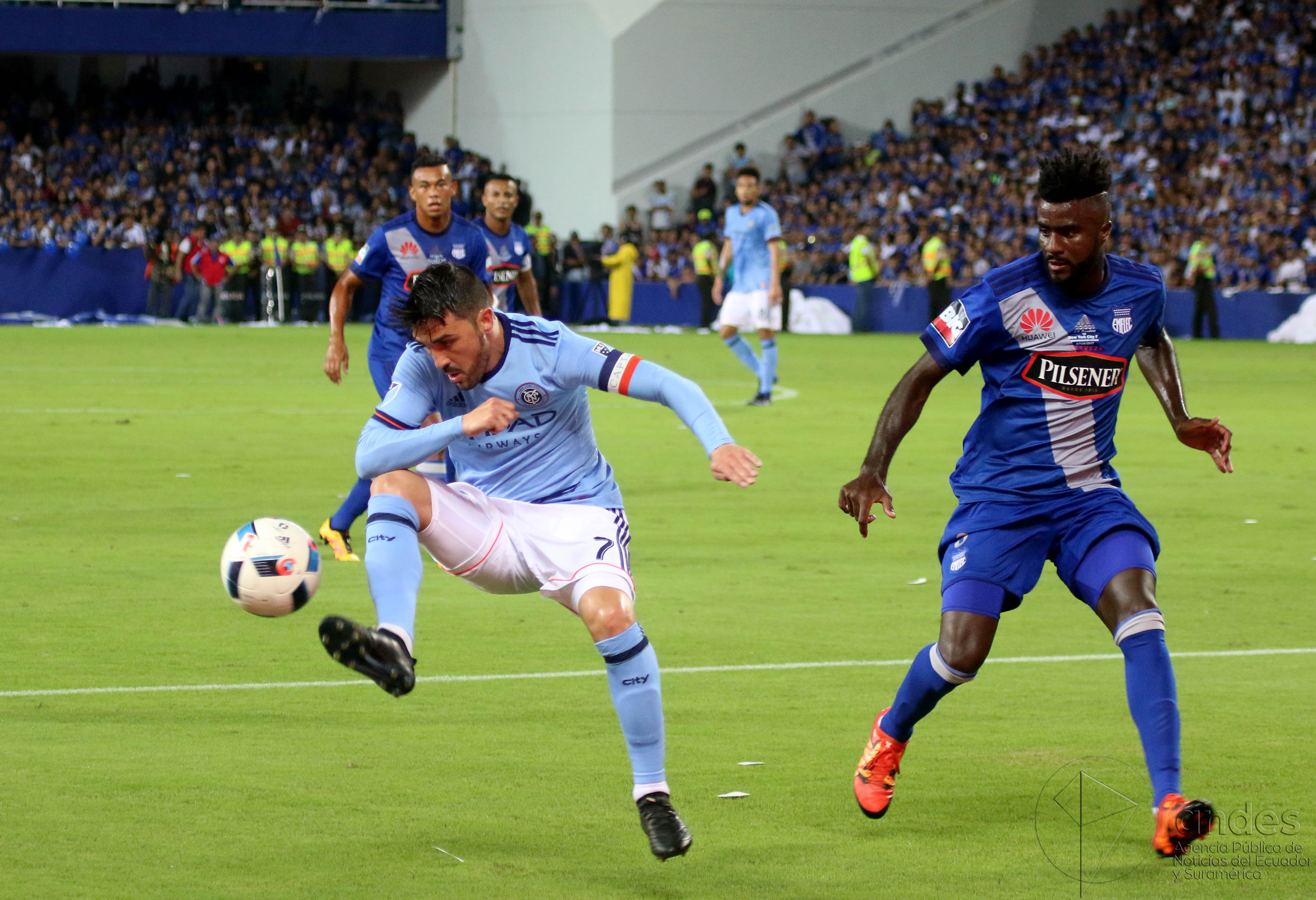
Villa, durante un partido con el New York City F. C.

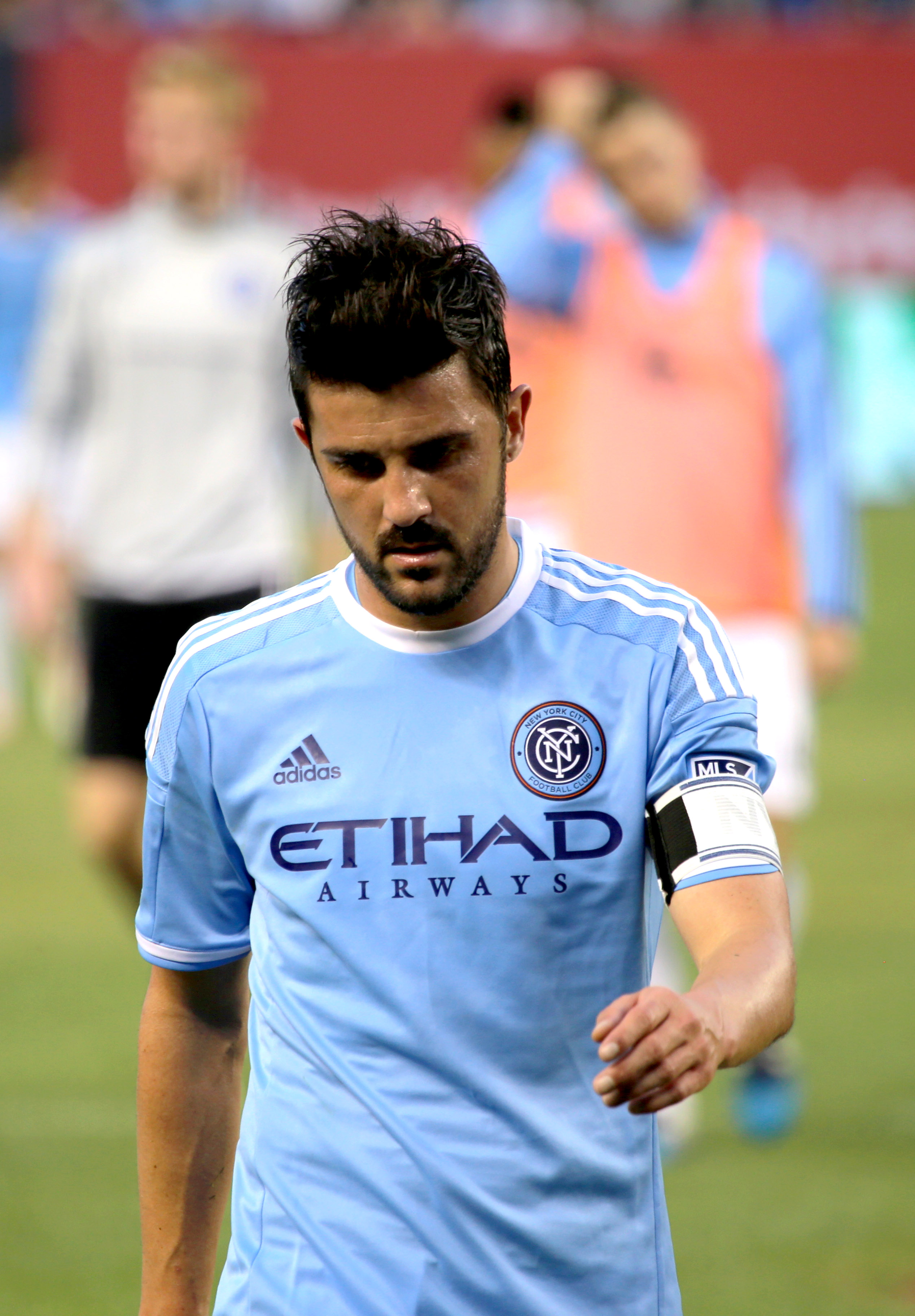
Villa, con el brazalete de capitán del New York City F. C.

### New York City y Melbourne City
El 2 de junio de 2014 se convirtió en el primer fichaje de la historia del New York City F. C., equipo que comenzó a competir en la Major League Soccer de Estados Unidos a partir de su edición de 2015. Debido a ello, el 5 de junio se confirmó su cesión al Melbourne City F. C. australiano durante el primer periodo de la temporada 2014-15. Debutó el día 11 de octubre en el partido inaugural de la campaña frente al Sydney F. C., en el que logró anotar un gol y que finalizó con el resultado de 1-1. El 19 de octubre anotó de nuevo el tanto de su equipo en un empate 1-1 contra el Newcastle Jets F. C. Aunque en principio se esperaba que jugase diez partidos en el torneo australiano, Villa adelantó su regreso a Nueva York para cumplir con sus obligaciones publicitarias y solo disputó cuatro encuentros en los que marcó dos goles.
En su primer partido en la MLS, disputado el 8 de marzo frente al Orlando City S. C., asistió a su compañero Mix Diskerud para que anotara el primer gol de la historia de su equipo en la competición. Una semana después, durante el transcurso de la segunda jornada, marcó el primer tanto del New York City en el Yankee Stadium frente al New England Revolution y dio un nuevo pase de gol para que Patrick Mullins estableciera el marcador de 2-0 con el que concluyó el partido. Esta actuación le supuso ser elegido jugador de la semana en la competición.
Después de cuatro temporadas en las que jugó ciento veinticuatro partidos y anotó ochenta goles, se anunció su marcha del club.

### Vissel Kobe
El 1 de diciembre de 2018 se confirmó su fichaje por el Vissel Kobe de la J. League. El 2 de marzo marcó su primer gol con el club nipón en una victoria por 1-0 ante el Sagan Tosu. Anunció su retirada como futbolista profesional para el final de la temporada 2019. Su último partido como profesional tuvo lugar en la final de la Copa del Emperador, en la que su equipo venció por 2-0 al Kashima Antlers.

## Selección nacional
Fue internacional con la selección española sub-21 en siete ocasiones; jugó su primer partido contra Andorra (1-1) el 12 de febrero de 2002. Su debut con la selección absoluta se produjo el 9 de febrero de 2005, en el Estadio de los Juegos Mediterráneos de Almería, durante la disputa de un partido de clasificación para el Mundial 2006 que finalizó con victoria española por 5-0 ante San Marino. Se estrenó como goleador internacional en el partido de vuelta de la repesca que tuvo que jugar España contra Eslovaquia para poder disputar finalmente el Mundial, el 16 de noviembre de 2005, en el estadio Tehelné pole de Bratislava.

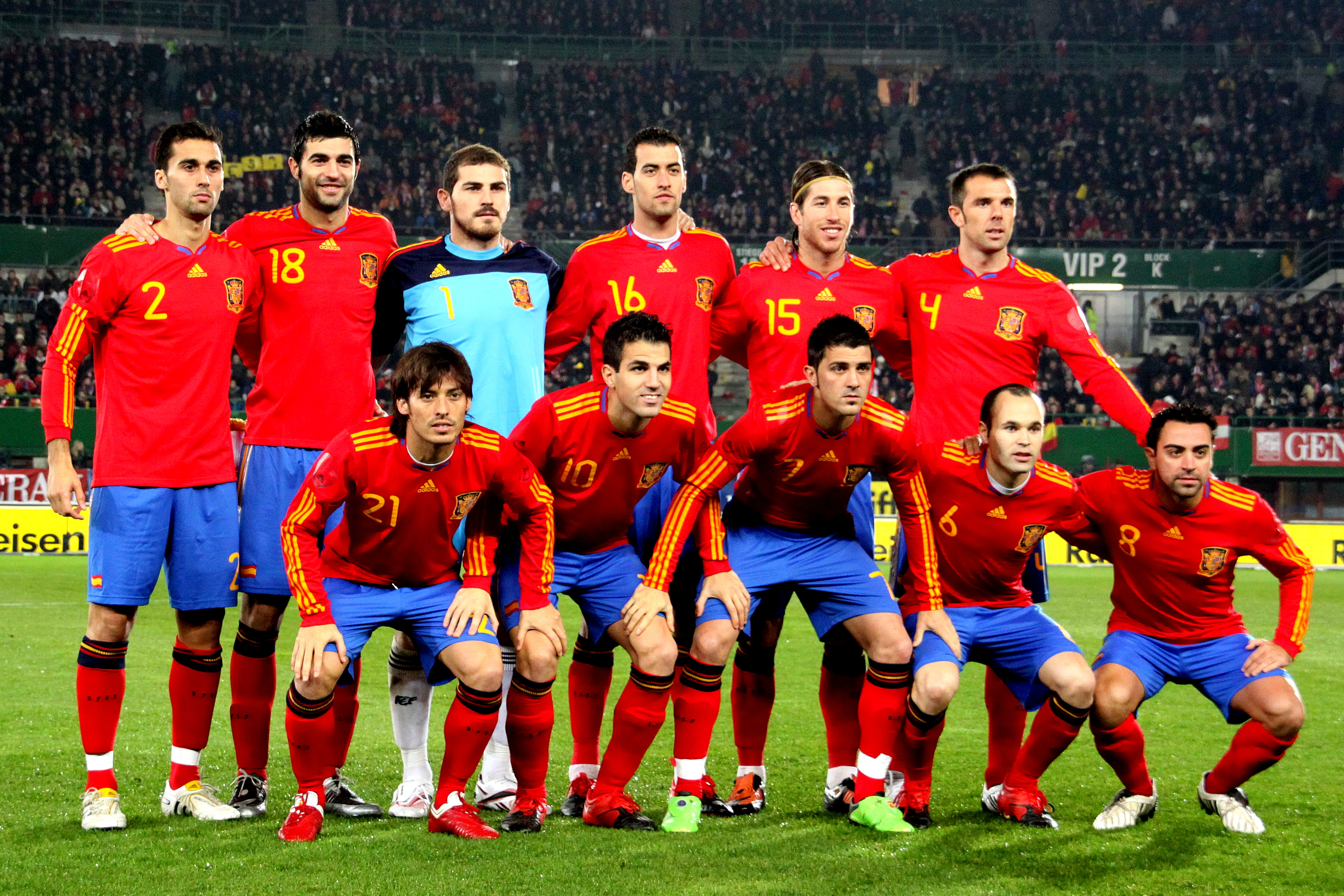
Villa, agachado en el centro, con la selección española que se enfrentó a Austria (1-5) en 2009.

Tras convertirse en el segundo máximo goleador de la Liga anotando veinticinco tantos con el Valencia C. F. en la temporada 2005-06, fue convocado por Luis Aragonés para disputar el Mundial de Alemania. En su primer partido en la competición, contra Ucrania, Villa marcó dos goles en la victoria por 4-0 de su equipo; el primero, con un libre directo que tocó en la barrera descolocando al portero y, el segundo, de penalti. En los octavos de final anotó ante Francia, también de pena máxima, aunque el partido finalizó con la derrota de España por 1-3. En su primera participación en una Copa del Mundo, Villa terminó como máximo goleador de la selección española, con tres tantos, empatado con Fernando Torres.
Posteriormente, fue uno de los veintitrés seleccionados para la Eurocopa 2008. En su debut en el torneo, el 10 de junio de 2008, Villa anotó un hat-trick ante Rusia en la victoria por 4-1 a favor de España. Este hecho lo convirtió en el séptimo jugador en lograr tres tantos en un mismo partido de una fase final de la Eurocopa, siendo el último que lo había logrado el neerlandés Patrick Kluivert. En el segundo partido de la fase de grupos, disputado el 14 de junio contra Suecia, marcó el gol que daba el triunfo por 2-1 en el minuto 92 de partido, clasificando a España para los cuartos de final. En dicha ronda, contra Italia, el partido finalizó 0-0 y el vencedor se tuvo que dirimir en la tanda de penaltis, donde Villa anotó el primero de los lanzamientos que dieron el pase a España para disputar la siguiente eliminatoria. En semifinales, contra Rusia, sufrió una microrrotura fibrilar tras ejecutar un tiro libre que le impidió finalizar el encuentro y participar en la final de la competición, donde España consiguió la segunda Eurocopa de su historia al derrotar a Alemania por 1-0. A pesar de ello, terminó siendo el máximo goleador con un total de cuatro tantos y fue elegido como uno de los componentes del equipo ideal del torneo.
Tras la Eurocopa, comenzó la fase de clasificación para el Mundial 2010 marcando un gol en el primer partido ante Bosnia y Herzegovina. Continuó anotando otros cuatro goles en los tres siguientes encuentros de España y, un nuevo tanto durante un amistoso contra Chile, sirvió para que finalizara el año 2008 con doce goles, superando así el récord establecido por Raúl González en 1999, cuando logró diez tantos con la selección española. Villa también comenzó 2009 goleando en un encuentro amistoso contra Inglaterra, lo que le supuso ser el primer internacional español en conseguir marcar en seis partidos consecutivos.

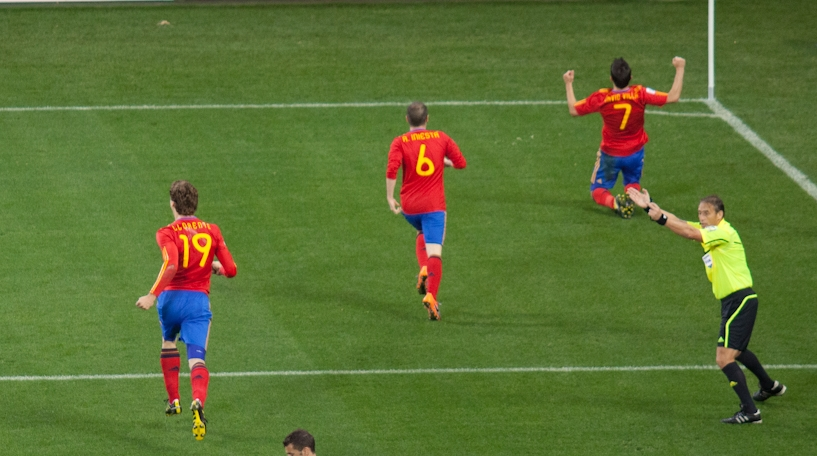
Villa celebra el gol de la victoria ante Portugal en el Mundial 2010.

El 1 de junio de 2009 fue convocado por Vicente del Bosque para disputar la Copa FIFA Confederaciones 2009, la primera edición en la que participaba España. En un partido amistoso antes del torneo, Villa logró su segundo hat-trick como internacional, contra Azerbaiyán. Debutó en la Copa Confederaciones marcando el quinto y último gol de su equipo ante Nueva Zelanda, mientras que en el siguiente encuentro anotó el gol de la victoria ante Irak y, contra Sudáfrica, marcó el primero de los dos goles de España. Tras ser eliminados por Estados Unidos en semifinales, Villa ganó la Bota de Bronce como tercer máximo goleador, además de ser incluido en el once ideal del torneo.
Durante el Mundial 2010, se estrenó como goleador en el segundo partido de la fase grupos, marcando los dos tantos de la victoria de España sobre Honduras. Además, también abrió el marcador en el tercer partido, ante Chile, que finalizó 1-2 y clasificó a la selección española para la siguiente ronda. En octavos, enfrentándose a Portugal, un gol suyo volvió a ser decisivo para meter a España en los cuartos de final, donde marcó de nuevo el tanto de la victoria ante Paraguay y clasificó a su equipo para las semifinales del torneo. Villa no pudo conseguir más goles, pero España se proclamó campeona del mundo tras vencer a Alemania y, en la final, a los Países Bajos.
Sus goles en el campeonato le sirvieron para obtener la Bota de Plata como segundo máximo anotador empatado a cinco tantos con Thomas Müller, aunque el mayor número de asistencias del alemán le otorgó el primer puesto en la tabla de goleadores. Además, también recibió el Balón de Bronce, como tercer jugador más valioso del torneo, y fue incluido en el once ideal del Mundial. Sumado a esto, se convirtió en el jugador español con más goles en la historia de los Mundiales, ocho tantos repartidos en sus dos participaciones, superando así a Raúl González, Fernando Hierro, Fernando Morientes y Emilio Butragueño, todos ellos con cinco.

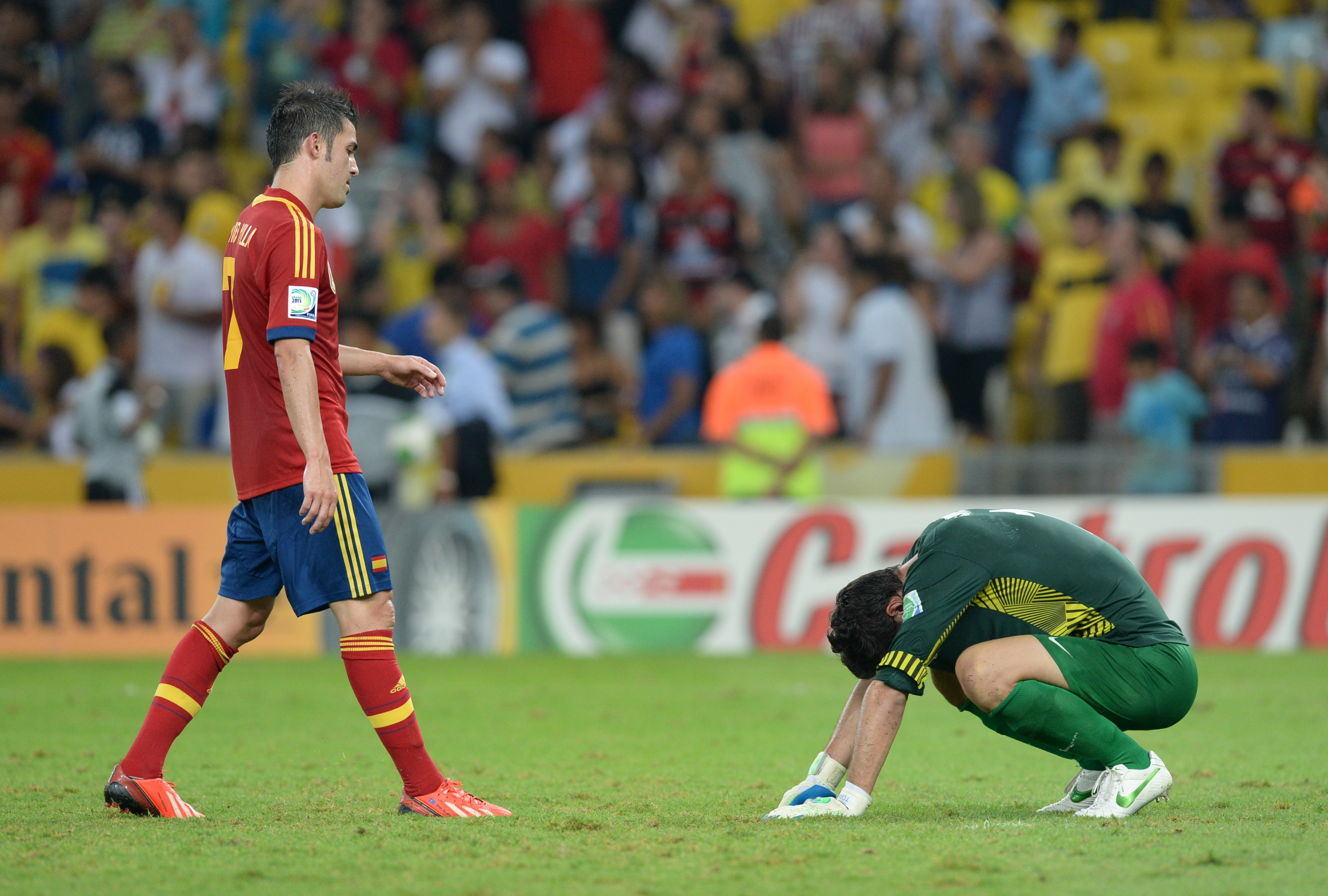
Villa, en un partido contra Tahití en la Copa Confederaciones 2013.

El 25 de marzo de 2011 se proclamó máximo goleador de la historia de la selección española, tras anotar los dos goles que dieron la victoria al combinado nacional en un partido correspondiente a la fase de clasificación para la Eurocopa 2012 disputado ante la República Checa en el estadio Nuevo Los Cármenes de Granada. El 6 de septiembre, durante un encuentro ante Liechtenstein en el que marcó dos tantos, superó otro récord estableciéndose como el jugador que más partidos acumulaba marcando con la selección: treinta y seis de los setenta y ocho que había disputado hasta la fecha. El 22 de mayo de 2012, tras cinco meses de inactividad a causa de una fractura de tibia durante la disputa del Mundial de Clubes con el F. C. Barcelona, se confirmó su ausencia en la convocatoria de España para la Eurocopa 2012.
Volvió a vestir la camiseta nacional el 7 de septiembre de 2012 durante un encuentro amistoso ante Arabia Saudita y consiguió anotar de penalti el cuarto gol en una victoria de España por 5-0. El 15 de noviembre, actuó por primera vez como capitán de la selección española en un partido disputado contra Panamá en el que anotó el segundo de los cinco goles de su equipo. El 31 de mayo de 2014 fue incluido por Vicente del Bosque en la lista de los veintitrés seleccionados que disputaron la Copa Mundial de Fútbol de 2014. Participó únicamente en el último partido de la fase de grupos frente a Australia, ante la que anotó su noveno gol en los Mundiales y el número cincuenta y nueve con la selección española.
Después de más de tres años sin acudir a una convocatoria de España, el 25 de agosto de 2017 fue llamado por el seleccionador Julen Lopetegui para los partidos clasificatorios de la Copa Mundial de Fútbol de 2018 contra Italia y Liechtenstein. Disputó los cinco últimos minutos del encuentro frente a Italia, pero abandonó la concentración antes del segundo enfrentamiento debido a una elongación en los aductores.

### Selección autonómica
También ha jugado con la selección de fútbol de Asturias. Disputó el encuentro celebrado el 28 de diciembre de 2002 frente a Honduras, en el que marcó un gol.

### Participaciones en Copas del Mundo
| Mundial                        | Sede                     | Resultado                | Partidos | Goles |
| ------------------------------ | ------------------------ | ------------------------ | -------- | ----- |
| Copa Mundial de Fútbol de 2006 | Alemania                 | Octavos de final         | 4        | 3     |
| Copa Mundial de Fútbol de 2010 | Sudáfrica                | Campeón                  | 7        | 5     |
| Copa Mundial de Fútbol de 2014 | Brasil                   | Fase de grupos           | 1        | 1     |
| Total en Copas del Mundo       | Total en Copas del Mundo | Total en Copas del Mundo | 12       | 9     |

### Participaciones en Eurocopas
| Eurocopa      | Sede            | Resultado | Partidos | Goles |
| ------------- | --------------- | --------- | -------- | ----- |
| Eurocopa 2008 | Austria y Suiza | Campeón   | 4        | 4     |

### Participaciones en Copa Confederaciones
| Torneo                    | Sede      | Resultado     | Partidos | Goles |
| ------------------------- | --------- | ------------- | -------- | ----- |
| Copa Confederaciones 2009 | Sudáfrica | Tercer puesto | 5        | 3     |
| Copa Confederaciones 2013 | Brasil    | Subcampeón    | 3        | 3     |

### Goles internacionales
| Goles internacionales con España | Goles internacionales con España | Goles internacionales con España                | Goles internacionales con España | Goles internacionales con España | Goles internacionales con España | Goles internacionales con España |
| Núm.                             | Fecha                            | Lugar                                           | Rival                            | Gol                              | Resultado                        | Competición                      |
| -------------------------------- | -------------------------------- | ----------------------------------------------- | -------------------------------- | -------------------------------- | -------------------------------- | -------------------------------- |
| 1.                               | 16 de noviembre de 2005          | Tehelné pole, Bratislava                        | Eslovaquia                       | 1-1                              | 1-1                              | Clasificación Mundial 2006       |
| 2.                               | 1 de marzo de 2006               | Estadio José Zorrilla, Valladolid               | Costa de Marfil                  | 1-1                              | 3-2                              | Amistoso                         |
| 3.                               | 13 de junio de 2006              | Zentralstadion, Leipzig                         | Ucrania                          | 2-0                              | 4-0                              | Mundial 2006                     |
| 4.                               | 13 de junio de 2006              | Zentralstadion, Leipzig                         | Ucrania                          | 3-0                              | 4-0                              | Mundial 2006                     |
| 5.                               | 27 de junio de 2006              | AWD-Arena, Hannover                             | Francia                          | 1-0                              | 1-3                              | Mundial 2006                     |
| 6.                               | 2 de septiembre de 2006          | Estadio Nuevo Vivero, Badajoz                   | Liechtenstein                    | 2-0                              | 4-0                              | Clasificación Eurocopa 2008      |
| 7.                               | 2 de septiembre de 2006          | Estadio Nuevo Vivero, Badajoz                   | Liechtenstein                    | 3-0                              | 4-0                              | Clasificación Eurocopa 2008      |
| 8.                               | 6 de septiembre de 2006          | Windsor Park, Belfast                           | Irlanda del Norte                | 1-2                              | 3-2                              | Clasificación Eurocopa 2008      |
| 9.                               | 11 de octubre de 2006            | Estadio Nueva Condomina, Murcia                 | Argentina                        | 2-1                              | 2-1                              | Amistoso                         |
| 10.                              | 24 de marzo de 2007              | Estadio Santiago Bernabéu, Madrid               | Dinamarca                        | 2-0                              | 2-1                              | Clasificación Eurocopa 2008      |
| 11.                              | 6 de junio de 2007               | Rheinpark Stadion, Vaduz                        | Liechtenstein                    | 0-1                              | 0-2                              | Clasificación Eurocopa 2008      |
| 12.                              | 6 de junio de 2007               | Rheinpark Stadion, Vaduz                        | Liechtenstein                    | 0-2                              | 0-2                              | Clasificación Eurocopa 2008      |
| 13.                              | 26 de marzo de 2008              | Estadio Martínez Valero, Elche                  | Italia                           | 1-0                              | 1-0                              | Amistoso                         |
| 14.                              | 31 de mayo de 2008               | Estadio Nuevo Colombino, Huelva                 | Perú                             | 1-0                              | 2-1                              | Amistoso                         |
| 15.                              | 10 de junio de 2008              | Tivoli Neu, Innsbruck                           | Rusia                            | 1-0                              | 4-1                              | Eurocopa 2008                    |
| 16.                              | 10 de junio de 2008              | Tivoli Neu, Innsbruck                           | Rusia                            | 2-0                              | 4-1                              | Eurocopa 2008                    |
| 17.                              | 10 de junio de 2008              | Tivoli Neu, Innsbruck                           | Rusia                            | 3-0                              | 4-1                              | Eurocopa 2008                    |
| 18.                              | 14 de junio de 2008              | Tivoli Neu, Innsbruck                           | Suecia                           | 1-2                              | 1-2                              | Eurocopa 2008                    |
| 19.                              | 6 de septiembre de 2008          | Estadio Nueva Condomina, Murcia                 | Bosnia y Herzegovina             | 1-0                              | 1-0                              | Clasificación Mundial 2010       |
| 20.                              | 10 de septiembre de 2008         | Estadio Carlos Belmonte, Albacete               | Armenia                          | 2-0                              | 4-0                              | Clasificación Mundial 2010       |
| 21.                              | 10 de septiembre de 2008         | Estadio Carlos Belmonte, Albacete               | Armenia                          | 3-0                              | 4-0                              | Clasificación Mundial 2010       |
| 22.                              | 11 de octubre de 2008            | A. Le Coq Arena, Tallín                         | Estonia                          | 0-2                              | 0-3                              | Clasificación Mundial 2010       |
| 23.                              | 15 de octubre de 2008            | Estadio Rey Balduino, Bruselas                  | Bélgica                          | 1-2                              | 1-2                              | Clasificación Mundial 2010       |
| 24.                              | 19 de noviembre de 2008          | Estadio El Madrigal, Villarreal                 | Chile                            | 1-0                              | 3-0                              | Amistoso                         |
| 25.                              | 11 de febrero de 2009            | Estadio Ramón Sánchez-Pizjuán, Sevilla          | Inglaterra                       | 1-0                              | 2-0                              | Amistoso                         |
| 26.                              | 9 de junio de 2009               | Estadio Tofiq Bəhramov, Bakú                    | Azerbaiyán                       | 1-0                              | 6-0                              | Amistoso                         |
| 27.                              | 9 de junio de 2009               | Estadio Tofiq Bəhramov, Bakú                    | Azerbaiyán                       | 2-0                              | 6-0                              | Amistoso                         |
| 28.                              | 9 de junio de 2009               | Estadio Tofiq Bəhramov, Bakú                    | Azerbaiyán                       | 3-0                              | 6-0                              | Amistoso                         |
| 29.                              | 14 de junio de 2009              | Estadio Royal Bafokeng, Rustemburgo             | Nueva Zelanda                    | 5-0                              | 5-0                              | Copa Confederaciones 2009        |
| 30.                              | 17 de junio de 2009              | Estadio Free State, Bloemfontain                | Irak                             | 1-0                              | 1-0                              | Copa Confederaciones 2009        |
| 31.                              | 20 de junio de 2009              | Estadio Free State, Bloemfontain                | Sudáfrica                        | 1-0                              | 2-0                              | Copa Confederaciones 2009        |
| 32.                              | 5 de septiembre de 2009          | Estadio de Riazor, La Coruña                    | Bélgica                          | 2-0                              | 5-0                              | Clasificación Mundial 2010       |
| 33.                              | 5 de septiembre de 2009          | Estadio de Riazor, La Coruña                    | Bélgica                          | 5-0                              | 5-0                              | Clasificación Mundial 2010       |
| 34.                              | 18 de noviembre de 2009          | Estadio Ernst Happel, Viena                     | Austria                          | 1-2                              | 1-5                              | Amistoso                         |
| 35.                              | 18 de noviembre de 2009          | Estadio Ernst Happel, Viena                     | Austria                          | 1-3                              | 1-5                              | Amistoso                         |
| 36.                              | 3 de marzo de 2010               | Estadio de Francia, Saint-Denis                 | Francia                          | 0-1                              | 0-2                              | Amistoso                         |
| 37.                              | 29 de mayo de 2010               | Tivoli Neu, Innsbruck                           | Arabia Saudita                   | 1-1                              | 3-2                              | Amistoso                         |
| 38.                              | 21 de junio de 2010              | Estadio Ellis Park, Johhanesburgo               | Honduras                         | 1-0                              | 2-0                              | Mundial 2010                     |
| 39.                              | 21 de junio de 2010              | Estadio Ellis Park, Johhanesburgo               | Honduras                         | 2-0                              | 2-0                              | Mundial 2010                     |
| 40.                              | 25 de junio de 2010              | Estadio Loftus Versfeld, Pretoria               | Chile                            | 0-1                              | 1-2                              | Mundial 2010                     |
| 41.                              | 29 de junio de 2010              | Estadio Green Point, Ciudad del Cabo            | Portugal                         | 1-0                              | 1-0                              | Mundial 2010                     |
| 42.                              | 3 de julio de 2010               | Estadio Ellis Park, Johhanesburgo               | Paraguay                         | 0-1                              | 0-1                              | Mundial 2010                     |
| 43.                              | 3 de septiembre de 2010          | Rheinpark Stadion, Valna                        | Liechtenstein                    | 0-2                              | 0-4                              | Clasificación Eurocopa 2012      |
| 44.                              | 12 de octubre de 2010            | Hampden Park, Glasgow                           | Escocia                          | 0-1                              | 2-3                              | Clasificación Eurocopa 2012      |
| 45.                              | 25 de marzo de 2011              | Nuevo Estadio de Los Cármenes, Granada          | República Checa                  | 1-1                              | 2-1                              | Clasificación Eurocopa 2012      |
| 46.                              | 25 de marzo de 2011              | Nuevo Estadio de Los Cármenes, Granada          | República Checa                  | 2-1                              | 2-1                              | Clasificación Eurocopa 2012      |
| 47.                              | 7 de junio de 2011               | Estadio José Antonio Anzoátegui, Puerto la Cruz | Venezuela                        | 0-1                              | 0-3                              | Amistoso                         |
| 48.                              | 6 de septiembre de 2011          | Estadio Las Gaunas, Logroño                     | Liechtenstein                    | 5-0                              | 6-0                              | Clasificación Eurocopa 2012      |
| 49.                              | 6 de septiembre de 2011          | Estadio Las Gaunas, Logroño                     | Liechtenstein                    | 6-0                              | 6-0                              | Clasificación Eurocopa 2012      |
| 50.                              | 11 de octubre de 2011            | Estadio José Rico Pérez, Alicante               | Escocia                          | 3-0                              | 3-1                              | Clasificación Eurocopa 2012      |
| 51.                              | 15 de noviembre de 2011          | Estadio Nacional, San José                      | Costa Rica                       | 2-2                              | 2-2                              | Amistoso                         |
| 52.                              | 7 de septiembre de 2012          | Estadio de Pasarón, Pontevedra                  | Arabia Saudita                   | 4-0                              | 5-0                              | Amistoso                         |
| 53.                              | 14 de noviembre de 2012          | Estadio Rommel Fernández, Juan Díaz             | Panamá                           | 0-2                              | 1-5                              | Amistoso                         |
| 54.                              | 20 de junio de 2013              | Estadio de Maracaná, Río de Janeiro             | Tahití                           | 4-0                              | 10-0                             | Copa Confederaciones 2013        |
| 55.                              | 20 de junio de 2013              | Estadio de Maracaná, Río de Janeiro             | Tahití                           | 5-0                              | 10-0                             | Copa Confederaciones 2013        |
| 56.                              | 20 de junio de 2013              | Estadio de Maracaná, Río de Janeiro             | Tahití                           | 7-0                              | 10-0                             | Copa Confederaciones 2013        |
| 57.                              | 7 de junio de 2014               | FedExField, Landover                            | El Salvador                      | 1-0                              | 2-0                              | Amistoso                         |
| 58.                              | 7 de junio de 2014               | FedExField, Landover                            | El Salvador                      | 2-0                              | 2-0                              | Amistoso                         |
| 59.                              | 23 de junio de 2014              | Estadio Joaquim Américo Guimarães, Curitiba     | Australia                        | 0-1                              | 0-3                              | Mundial 2014                     |

## Estadísticas

### Clubes
| Club                               | Temporada           | Liga (Play-offs) | Liga (Play-offs) | Copa  | Copa | Supercopa de España | Supercopa de España | Liga de Campeones | Liga de Campeones | Copa de la UEFA | Copa de la UEFA | Copa Intertoto | Copa Intertoto | Supercopa de Europa | Supercopa de Europa | Mundial de Clubes | Mundial de Clubes | Total | Total |
| Club                               | Temporada           | P. J.            | G.               | P. J. | G.   | P. J.               | G.                  | P. J.             | G.                | P. J.           | G.              | P. J.          | G.             | P. J.               | G.                  | P. J.             | G.                | P. J. | G.    |
| ---------------------------------- | ------------------- | ---------------- | ---------------- | ----- | ---- | ------------------- | ------------------- | ----------------- | ----------------- | --------------- | --------------- | -------------- | -------------- | ------------------- | ------------------- | ----------------- | ----------------- | ----- | ----- |
| Real Sporting de Gijón "B" España  | 2000-01             | 35               | 13               | -     | -    | -                   | -                   | -                 | -                 | -               | -               | -              | -              | -                   | -                   | -                 | -                 | 35    | 13    |
| Real Sporting de Gijón "B" España  | 2001-02             | 1                | 1                | -     | -    | -                   | -                   | -                 | -                 | -               | -               | -              | -              | -                   | -                   | -                 | -                 | 1     | 1     |
| Real Sporting de Gijón "B" España  | Total               | 36               | 14               | -     | -    | -                   | -                   | -                 | -                 | -               | -               | -              | -              | -                   | -                   | -                 | -                 | 36    | 14    |
| Real Sporting de Gijón España      | 2000-01             | 1                | 0                | 0     | 0    | -                   | -                   | -                 | -                 | -               | -               | -              | -              | -                   | -                   | -                 | -                 | 1     | 0     |
| Real Sporting de Gijón España      | 2001-02             | 40               | 18               | 4     | 2    | -                   | -                   | -                 | -                 | -               | -               | -              | -              | -                   | -                   | -                 | -                 | 44    | 20    |
| Real Sporting de Gijón España      | 2002-03             | 39               | 20               | 1     | 1    | -                   | -                   | -                 | -                 | -               | -               | -              | -              | -                   | -                   | -                 | -                 | 40    | 21    |
| Real Sporting de Gijón España      | Total               | 80               | 38               | 5     | 3    | -                   | -                   | -                 | -                 | -               | -               | -              | -              | -                   | -                   | -                 | -                 | 85    | 41    |
| Real Zaragoza España               | 2003-04             | 38               | 17               | 8     | 4    | -                   | -                   | -                 | -                 | -               | -               | -              | -              | -                   | -                   | -                 | -                 | 46    | 21    |
| Real Zaragoza España               | 2004-05             | 35               | 15               | 1     | 0    | 2                   | 0                   | -                 | -                 | 10              | 3               | -              | -              | -                   | -                   | -                 | -                 | 48    | 18    |
| Real Zaragoza España               | Total               | 73               | 32               | 9     | 4    | 2                   | 0                   | -                 | -                 | 10              | 3               | -              | -              | -                   | -                   | -                 | -                 | 94    | 39    |
| Valencia C. F. España              | 2005-06             | 37               | 25               | 4     | 2    | -                   | -                   | -                 | -                 | -               | -               | 6              | 1              | -                   | -                   | -                 | -                 | 47    | 28    |
| Valencia C. F. España              | 2006-07             | 36               | 15               | 2     | 0    | -                   | -                   | 11                | 5                 | -               | -               | -              | -              | -                   | -                   | -                 | -                 | 49    | 20    |
| Valencia C. F. España              | 2007-08             | 28               | 18               | 6     | 3    | -                   | -                   | 7                 | 3                 | -               | -               | -              | -              | -                   | -                   | -                 | -                 | 41    | 24    |
| Valencia C. F. España              | 2008-09             | 33               | 28               | 3     | 1    | 2                   | 1                   | -                 | -                 | 5               | 1               | -              | -              | -                   | -                   | -                 | -                 | 43    | 31    |
| Valencia C. F. España              | 2009-10             | 32               | 21               | 2     | 0    | -                   | -                   | -                 | -                 | 11              | 7               | -              | -              | -                   | -                   | -                 | -                 | 45    | 28    |
| Valencia C. F. España              | Total               | 166              | 107              | 17    | 4    | 2                   | 1                   | 18                | 8                 | 16              | 8               | 6              | 1              | -                   | -                   | -                 | -                 | 225   | 129   |
| F. C. Barcelona España             | 2010-11             | 34               | 18               | 5     | 1    | 1                   | 0                   | 12                | 4                 | -               | -               | -              | -              | -                   | -                   | -                 | -                 | 52    | 23    |
| F. C. Barcelona España             | 2011-12             | 15               | 5                | 1     | 0    | 2                   | 1                   | 4                 | 3                 | -               | -               | -              | -              | 1                   | 0                   | 1                 | 0                 | 24    | 9     |
| F. C. Barcelona España             | 2012-13             | 28               | 10               | 5     | 5    | 0                   | 0                   | 10                | 1                 | -               | -               | -              | -              | -                   | -                   | -                 | -                 | 43    | 16    |
| F. C. Barcelona España             | Total               | 77               | 33               | 11    | 6    | 3                   | 1                   | 26                | 8                 | -               | -               | -              | -              | 1                   | 0                   | 1                 | 0                 | 119   | 48    |
| Club Atlético de Madrid España     | 2013-14             | 36               | 13               | 2     | 1    | 2                   | 1                   | 7                 | 0                 | -               | -               | -              | -              | -                   | -                   | -                 | -                 | 47    | 15    |
| Melbourne City F. C. Australia     | 2014-15             | 4                | 2                | -     | -    | -                   | -                   | -                 | -                 | -               | -               | -              | -              | -                   | -                   | -                 | -                 | 4     | 2     |
| New York City F. C. Estados Unidos | 2015                | 30               | 18               | 0     | 0    | -                   | -                   | -                 | -                 | -               | -               | -              | -              | -                   | -                   | -                 | -                 | 30    | 18    |
| New York City F. C. Estados Unidos | 2016                | 33 (2)           | 24 (0)           | 0     | 0    | -                   | -                   | -                 | -                 | -               | -               | -              | -              | -                   | -                   | -                 | -                 | 35    | 24    |
| New York City F. C. Estados Unidos | 2017                | 31 (2)           | 22 (2)           | 1     | 0    | -                   | -                   | -                 | -                 | -               | -               | -              | -              | -                   | -                   | -                 | -                 | 34    | 24    |
| New York City F. C. Estados Unidos | 2018                | 23 (3)           | 14 (1)           | 0     | 0    | -                   | -                   | -                 | -                 | -               | -               | -              | -              | -                   | -                   | -                 | -                 | 26    | 15    |
| New York City F. C. Estados Unidos | Total               | 117 (7)          | 77 (3)           | 1     | 0    | -                   | -                   | -                 | -                 | -               | -               | -              | -              | -                   | -                   | -                 | -                 | 125   | 80    |
| Vissel Kobe Japón                  | 2019                | 28               | 13               | 1     | 0    | -                   | -                   | -                 | -                 | -               | -               | -              | -              | -                   | -                   | -                 | -                 | 29    | 13    |
| Total en su carrera                | Total en su carrera | 624              | 332              | 46    | 18   | 9                   | 3                   | 51                | 16                | 26              | 11              | 6              | 1              | 1                   | 0                   | 1                 | 0                 | 764   | 381   |

### Selección nacional
| Selección | Año   | Amistosos | Amistosos | Clasificación Eurocopa | Clasificación Eurocopa | Eurocopa | Eurocopa | Clasificación Mundial | Clasificación Mundial | Mundial | Mundial | Confederaciones | Confederaciones | Total | Total |
| Selección | Año   | P. J.     | G         | P. J.                  | G                      | P. J.    | G        | P. J.                 | G                     | P. J.   | G       | P. J.           | G               | P. J. | G     |
| --------- | ----- | --------- | --------- | ---------------------- | ---------------------- | -------- | -------- | --------------------- | --------------------- | ------- | ------- | --------------- | --------------- | ----- | ----- |
| España    | 2005  | -         | -         | -                      | -                      | -        | -        | 4                     | 1                     | -       | -       | -               | -               | 4     | 1     |
| España    | 2006  | 7         | 2         | 3                      | 3                      | -        | -        | -                     | -                     | 4       | 3       | -               | -               | 14    | 8     |
| España    | 2007  | 1         | 0         | 9                      | 3                      | -        | -        | -                     | -                     | -       | -       | -               | -               | 10    | 3     |
| España    | 2008  | 5         | 3         | -                      | -                      | 4        | 4        | 4                     | 5                     | -       | -       | -               | -               | 13    | 12    |
| España    | 2009  | 5         | 6         | -                      | -                      | -        | -        | 3                     | 2                     | -       | -       | 5               | 3               | 13    | 11    |
| España    | 2010  | 6         | 2         | 3                      | 2                      | -        | -        | -                     | -                     | 7       | 5       | -               | -               | 16    | 9     |
| España    | 2011  | 7         | 2         | 5                      | 5                      | -        | -        | -                     | -                     | -       | -       | -               | -               | 12    | 7     |
| España    | 2012  | 2         | 2         | -                      | -                      | -        | -        | 1                     | 0                     | -       | -       | -               | -               | 3     | 2     |
| España    | 2013  | 4         | 0         | -                      | -                      | -        | -        | 3                     | 0                     | -       | -       | 3               | 3               | 10    | 3     |
| España    | 2014  | 1         | 2         | 0                      | 0                      | -        | -        | -                     | -                     | 1       | 1       | -               | -               | 2     | 3     |
| España    | 2017  | -         | -         | -                      | -                      | -        | -        | 1                     | 0                     | -       | -       | -               | -               | 1     | 0     |
| España    | Total | 38        | 19        | 20                     | 13                     | 4        | 4        | 16                    | 8                     | 12      | 9       | 8               | 6               | 98    | 59    |

### Hat-tricks
| 1 | 25 de abril de 2004 | Real Zaragoza- Sevilla   |  | 4 - 4  | Liga Española 2003-04      |
| 2 | 23 de abril de 2006 | Athletic Club - Valencia |  | 0 - 3  | Liga Española 2005-06      |
| 3 | 11 de mayo de 2008  | Levante - Valencia       |  | 1 - 5  | Liga Española 2007-08      |
| 4 | 10 de junio de 2008 | España - Rusia           |  | 4 - 1  | Eurocopa 2008              |
| 5 | 9 de junio de 2009  | Azerbaiyán - España      |  | 0 - 6  | Amistoso                   |
| 6 | 18 de marzo de 2010 | Warder Bremen - Valencia |  | 4 - 4  | UEFA Europa League 2009-10 |
| 7 | 20 de junio de 2013 | España - Tahití          |  | 10 - 0 | Copa Confederaciones 2013  |

## Palmarés

### Campeonatos nacionales
| Título              | Club                    | País   | Año  |
| ------------------- | ----------------------- | ------ | ---- |
| Copa del Rey        | Real Zaragoza           | España | 2004 |
| Supercopa de España | Real Zaragoza           | España | 2004 |
| Copa del Rey        | Valencia C. F.          | España | 2008 |
| Supercopa de España | F. C. Barcelona         | España | 2010 |
| Liga española       | F. C. Barcelona         | España | 2011 |
| Supercopa de España | F. C. Barcelona         | España | 2011 |
| Copa del Rey        | F. C. Barcelona         | España | 2012 |
| Liga española       | F. C. Barcelona         | España | 2013 |
| Liga española       | Club Atlético de Madrid | España | 2014 |
| Copa del Emperador  | Vissel Kobe             | Japón  | 2019 |

### Copas internacionales
| Título                 | Club               | País                  | Año  |
| ---------------------- | ------------------ | --------------------- | ---- |
| Eurocopa               | Selección española | Austria y Suiza       | 2008 |
| Copa Mundial de Fútbol | Selección española | Sudáfrica             | 2010 |
| Liga de Campeones      | F. C. Barcelona    | Londres (Reino Unido) | 2011 |
| Supercopa de Europa    | F. C. Barcelona    | Mónaco                | 2011 |
| Copa Mundial de Clubes | F. C. Barcelona    | Japón                 | 2011 |

### Premios, reconocimientos y distinciones
- Medalla de Oro de la Real Orden del Mérito Deportivo, otorgada por el Consejo Superior de Deportes (2011)[19]

| Distinción                                                | Año        |
| --------------------------------------------------------- | ---------- |
| Trofeo Zarra                                              | 2006       |
| Premio Don Balón al mejor jugador español de la Liga      | 2006       |
| Trofeo Zarra                                              | 2007       |
| Jugador del partido España - Rusia                        | 2008       |
| Jugador del partido Suecia - España                       | 2008       |
| Máximo goleador de la Eurocopa                            | 2008       |
| Incluido en el equipo ideal de la Eurocopa                | 2008       |
| Trofeo Zarra                                              | 2009       |
| Bota de Bronce de la Copa FIFA Confederaciones            | 2009       |
| Incluido en el once ideal de la Copa FIFA Confederaciones | 2009       |
| Trofeo Zarra                                              | 2010       |
| Jugador del partido España - Honduras                     | 2010       |
| Bota de Plata de la Copa Mundial de Fútbol                | 2010       |
| Balón de Bronce de la Copa Mundial de Fútbol              | 2010       |
| Incluido en el once ideal de la Copa Mundial de Fútbol    | 2010       |
| Incluido en el FIFA/FIFPro World XI                       | 2010       |
| Incluido en el equipo del año UEFA                        | 2010       |
| Mejor deportista asturiano del año                        | 2010       |
| Atleta del año por la United States Sports Academy        | 2010       |
| Medalla de Oro - Real Orden del Mérito Deportivo          | 2011       |
| Jugador del partido Australia - España                    | 2014       |
| Jugador Más Valioso de la Major League Soccer             | 2016       |
| MLS Best XI                                               | 2016, 2017 |

## Vida personal

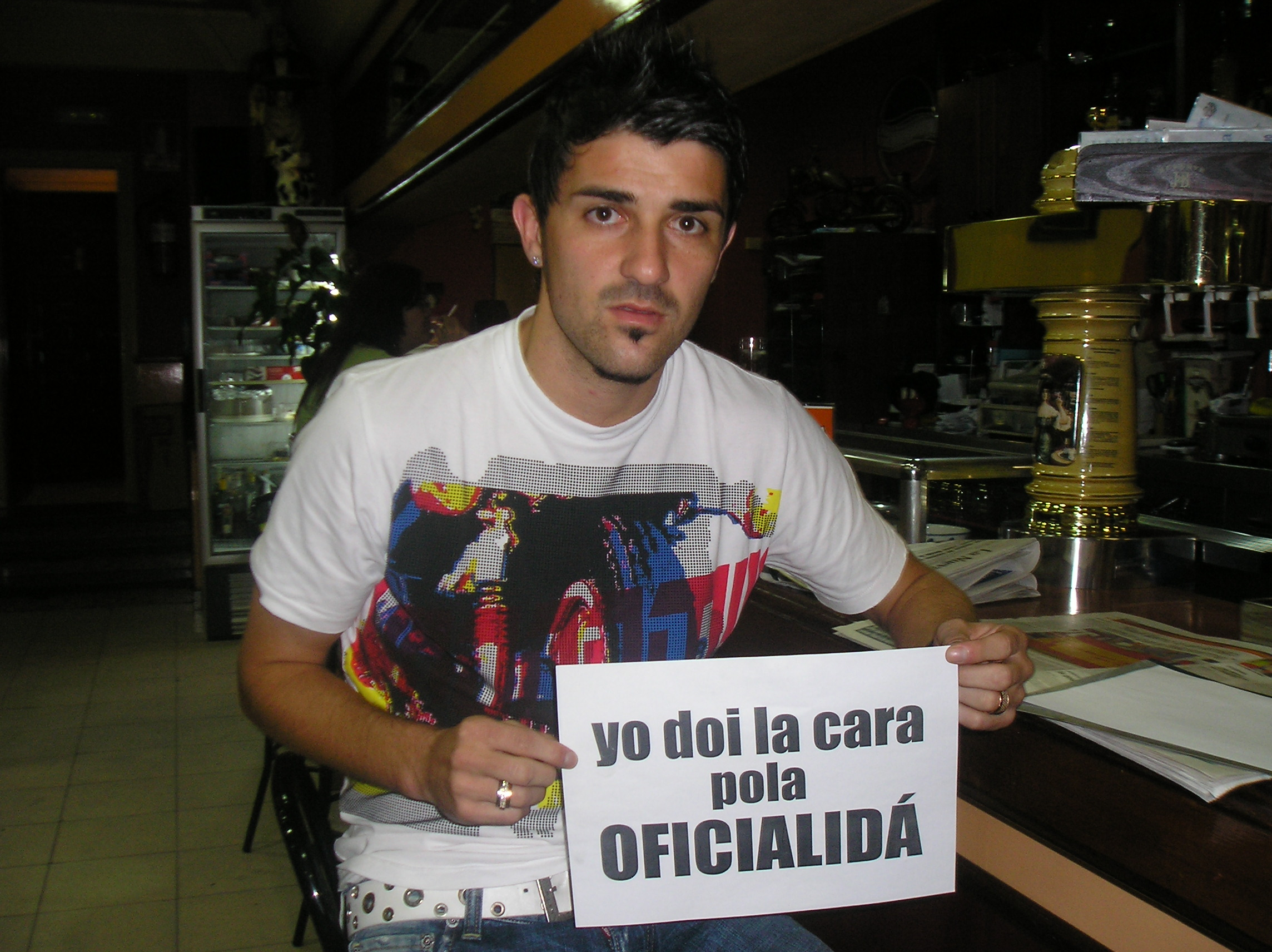
Villa apoyando la oficialidad de la lengua asturiana

En 2003, David Villa se casó en La Felguera, Langreo, con Patricia González, su novia desde la adolescencia, con la que tiene tres hijos llamados Zaida, nacida el 7 de diciembre de 2005, Olaya, nacida el 18 de agosto de 2009, y Luca, nacido el día 28 de enero del 2013.
En 2007, apareció junto con Ronaldinho en la portada española del videojuego FIFA 07 que, además, incluía una entrevista al jugador como contenido extra. En 2008, participó en la campaña Doi la cara pola oficialidá, en favor del reconocimiento del idioma asturiano como lengua cooficial del Principado de Asturias, para la que posó con cartel reivindicativo. Ese mismo año fundó, junto con el exárbitro de fútbol Manuel Enrique Mejuto González, también langreano, el torneo benéfico Amigos de Mejuto contra amigos de Villa, que reunió durante varias navidades a deportistas y cantantes.
En mayo de 2010, salió a la venta el DVD Aprende a jugar al fútbol con David Villa, que incluye lecciones de fútbol a cargo del delantero asturiano y un documental: Eternamente Guaje. Asimismo, contiene un videoclip de la canción compuesta por el grupo de agro-rock Los Berrones: Villa maravilla. En julio de 2012 hizo acto de presencia en el pozo minero Candín, en Langreo, manifestando públicamente su solidaridad con las protestas de los mineros del carbón, recordando que él mismo procede de familia minera.
En 2022, se inauguró en el centro de La Felguera (Langreo), una escultura a tamaño real de David Villa con su uniforme de la selección, diseñada por el artista local José Luis Iglesias Luelmo.

## Actividad empresarial
Fundó en 2015 la empresa DV7 Group con un socio, Víctor Oñate, que cuenta en la actualidad con sedes en Valencia, Madrid, Nueva York y Tokio. Esta sociedad es accionista del club de fútbol estadounidense Queensboro FC, y en 2023 se hizo con el control del Racing Club de Fútbol Benidorm de la Regional Preferente de la Comunidad Valenciana.